# 華斯利斯·托路斯迪斯
華斯利斯·托路斯迪斯（希臘語：Βασίλης Τοροσίδης，1985年6月10日—），出生於希臘克桑西，希臘足球員，司職左閘、右閘、防守中場。

## 球會

### 薩丁
托路斯迪斯於2003年4月19日首次替克桑西上陣，當時只有17歲。2005年10月17日在對伊拿克里斯的超聯取得首個入球。在克桑西四、五年來的表現一直非常好，因此得到希臘「Big 3」奧林比亞高斯、彭拿典奈高斯和AEK雅典的垂青。最終在2007年1月1日他選擇加盟奧林比亞高斯，簽約五年。

### 奧林比亞高斯
2007年1月轉會至奧林比亞高斯，並在2007年1月21日對PAOK時取得首個入球。在2008/09年球季歐洲足協盃首圈對北西兰的首回合賽事時取得在奧林比亞高斯首個歐戰入球，助球隊大勝對手5:0。在小組賽球隊大勝哈化柏林一戰中再次取得入球。
這名鐵衛無論在體能、耐力還是技術都非常全面，他亦成為希臘國家隊和奧林比亞高斯不可或缺一員。他受到歐洲各大豪門的注視，包括祖雲達斯、拜仁、利物浦、AS摩納哥、紐卡素、馬體會等，但全部叫價皆被奧林比亞高斯拒絕。雙方在2009年夏天同意將合約延長，並固定解約身價為700萬歐羅。有傳媒報道如托路斯迪斯繼續表現出色，將會在2010年世界盃完結後不難轉會至更大的球會。
在2009/10球季，托路斯迪斯在奧林比亞高斯擔任過多個位置，主要為中場中。

## 國家隊

### 希臘
托路斯迪斯在2008年歐洲國家盃外圍賽對土耳其是首次上陣，並在費沙斯（Takis Fyssas）退役後，成為希臘的首選左閘，但他卻在球會擔任右閘。外圍賽完結後，托路斯迪斯獲希臘徵召參加2008年歐洲國家盃。他在對盧森堡的2010年世界盃外圍賽射入其首個國際賽入球。
2010年6月17日，於2010年世界盃分組賽第二場，尼日利亞中場卡爾達惡意腳踢他的大腿，卡爾達因此被直接紅牌趕出場。之後，他為希臘隊射入一球，助球隊反勝尼日利亞2:1，為希臘國家隊帶來世界盃首場勝利。

## 榮譽
- 希超：2006/07、2007/08及2008/09
- 希臘盃：2007/08及2008/09
- 希臘超級盃：2007

## 外部連結
- 官網
- 奧林比亞高斯官網資料